# Civic Arena
La Civic Arena (nota come  Pittsburgh Civic Arena dal 1961 al 1999 e  Mellon Arena dal 1999 al 2010), soprannominata The Igloo, era un'arena coperta situata a Pittsburgh, Pennsylvania. Ha ospitato i Pittsburgh Penguins della National Hockey League e i Pittsburgh Xplosion della Continental Basketball Association.

## Storia
La Pittsburgh Civic Arena, venne completata nel 1961 con un costo di 22 milioni di dollari, ed è attualmente la più vecchia arena della NHL. In realtà l'arena non fu costruita per ospitare manifestazioni sportive, ma per ospitare la Pittsburgh Civic Light Opera, che precedentemente si esibiva al Pitt Stadium.
Nel 1999, i Pittsburgh Penguins siglarono un contratto da 18 milioni di dollari della durata di 10 anni con la società finanziaria Mellon, basata proprio a Pittsburgh; l'arena venne così rinominata Mellon Arena.

## Eventi importanti
- 1º agosto 1987 - ArenaBowl I: Denver Dynamite-Pittsburgh Gladiators 45-16
- 21 gennaio 1990 - 41º NHL All-Star Game
- 16 maggio 1991 - Concerto di Frank Sinatra
- 27 agosto 1995 - WWE SummerSlam
- 21 giugno 1997 - NHL Entry Draft
- 28 giugno 1998 - WWE King of the Ring
- 23 settembre 2001 - WWE Unforgiven
- 20 febbraio 2005 - WWE No Way Out
- 16 dicembre 2007 - WWE Armageddon
- 2009 - CBA All-Star Game

## Cinema
Il film A rischio della vita diretto da Peter Hyams e interpretato da Jean-Claude Van Damme nel 1995 è interamente ambientato all'interno della Civic Arena.

## Una nuova arena per i Penguins
Un accordo siglato il 13 marzo 2007 tra i Penguins, la città di Pittsburgh, la Contea di Allegheny e lo Stato della Pennsylvania, prevede la costruzione di una nuova arena, provvisoriamente chiamata Consol Energy Center, per l'inizio della stagione NHL 2010-11.